# 物理评论X
《物理评论X》（英語：Physical Review X）是美国物理学会出版的同行评审、开放获取的科学期刊，涵盖物理学的所有领域，每季度出刊，仅在线出版，不出纸质版，2011年创刊，属《物理评论》系列。根据2017年汤森路透的期刊引证报告，2016年《物理评论X》的影响因子为12.789，在科学引文索引收录的78种物理学及交叉科学杂志中排名第五。